# Berkenbos (Heusden-Zolder)
Berkenbos is een gehucht en een parochie van de Belgische gemeente Heusden-Zolder. Voor de fusies van 1977 maakte Berkenbos deel uit van de gemeente Heusden. Berkenbos telde begin 2008 2520 inwoners.

## Geschiedenis
Op het kadasterplan van omstreeks 1840 staat 'Berkenbosch' vermeld als een gehucht van een drietal huizen met enkele akkertjes in de heide langs de weg van Heusden naar Houthalen. Berkenbos kent zijn grote uitbreiding met de vestiging van de Steenkoolmijn van Zolder in het aangrenzende gehucht Voort. De inrichting en het delven van de schachten van de mijn begon in 1907. In 1913 had de mijn een algemeen aanlegsplan klaar dat voorzag op het grondgebied van Heusden de bouw van 1022 woningen, een kerk, scholen, feestzalen en sportgelegenheden. Reeds voor de Eerste Wereldoorlog begon de industriële bouwmaatschappij 'Cité Berkenbosch' er met de bouw van een tuinwijk voor de huisvesting van het personeel van de koolmijn. De eerste woningen van Cité Berkenbos werden gebouwd tussen 1913 en 1916. Door tegenslagen als waterdoorbraken en brand bij het delven van de schachten duurde het 23 jaar tot 1930 voor de mijn klaar was voor de exploitatie van de steenkool. Door de grote kosten die dit meebracht en gestegen prijzen moesten de bouwplannen voor de mijncité bijgesteld worden. Er kwamen minder huizen. Cité Berkenbos was nog als een tuinwijk gebouwd; in de volgende wijken kwamen aaneengesloten rijwoningen. De kerk en geplande sociale voorzieningen werden niet door de mijn gebouwd. 
Tussen 1913 en 1958 werden in verschillende bouwfasen wijken met personeelswoningen gebouwd voor mijnwerkers, directie en bedienden met:
- 1913-1916: 16 bediendenwoningen (4 vierwoonsten in cottagestijl)
- 1923-1930: Cité Berkenbos 180-tal woningen
- 1929-1931: Cité Mommeplas 124 woningen
- 1930-1932: Cité Op 't Einde (Onder de Poort) 126 woningen

In 1915 werd Jan Berchmans Paquay tot pastoor te Heusden benoemd. Hij was de neef van het "Heilig Paterke" van Hasselt en een sociaal bewogen priester. Bovendien was hij een bekwaam en bekend geschiedkundige. Op zijn initiatief kwam een nieuwe parochie in Berkenbos tot stand. Hierdoor probeerde men te voldoen aan de grote bevolkingsgroei.
De mijnexploitatie en het sociale weefsel daarrond trok religieuze ordes aan, die er een klooster uitbouwden. De Paters Minderbroeders openden er vanaf 1932 ook een middelbare school, aanvankelijk als uitbreiding van het serafijns college in Lokeren. De Broeders van O.L.Vrouw van Oostakker zorgden voor lager onderwijs voor jongens. De zusters Ursulinen, gevestigd in Heusden, namen het kleuteronderwijs en een lagere school voor de meisjes voor hun rekening. En ten slotte startten de Grauwzusters met de bouw van het Sint-Franciscusziekenhuis. Dat alles gebeurde tussen de twee wereldoorlogen.
Zowel de lagere scholen als het college en het ziekenhuis zijn nog steeds aanwezig, maar worden nu door leken bestuurd. De jongens- en de meisjesscholen zijn intussen gefusioneerd tot één vrije lagere school. Het Heilig-Hartcollege van zijn kant fusioneerde met het Sint-Jozefscollege van Heusden-centrum tot het Sint-Franciscuscollege. Het college bestaat daardoor uit een campus Berkenbos en een campus Heusden.
Berkenbos was door de nabijheid van de mijn een typische mijnwerkersgemeente, met relatief weinig sociaal-economische diversiteit. Enkel het winkelcentrum zorgde voor wat zelfstandige activiteit. De Pastoor Paquaylaan, genoemd naar de stichter van de parochie Berkenbos, was tot ver buiten de gemeente bekend en zelfs berucht om zijn talloze cafés. De wijken, gebouwd voor de mijn, kwamen na de neergang van steenkoolnijverheid in privébezit of werden overgenomen en gerenoveerd door de sociale huisvestingsmaatschappij Kantonnale Bouwmaatschappij. In de arbeiderswijken als Mommeplas en Op 't Einde werden vanaf de jaren '60 vooral Turkse migranten gehuisvest.

## Galerij

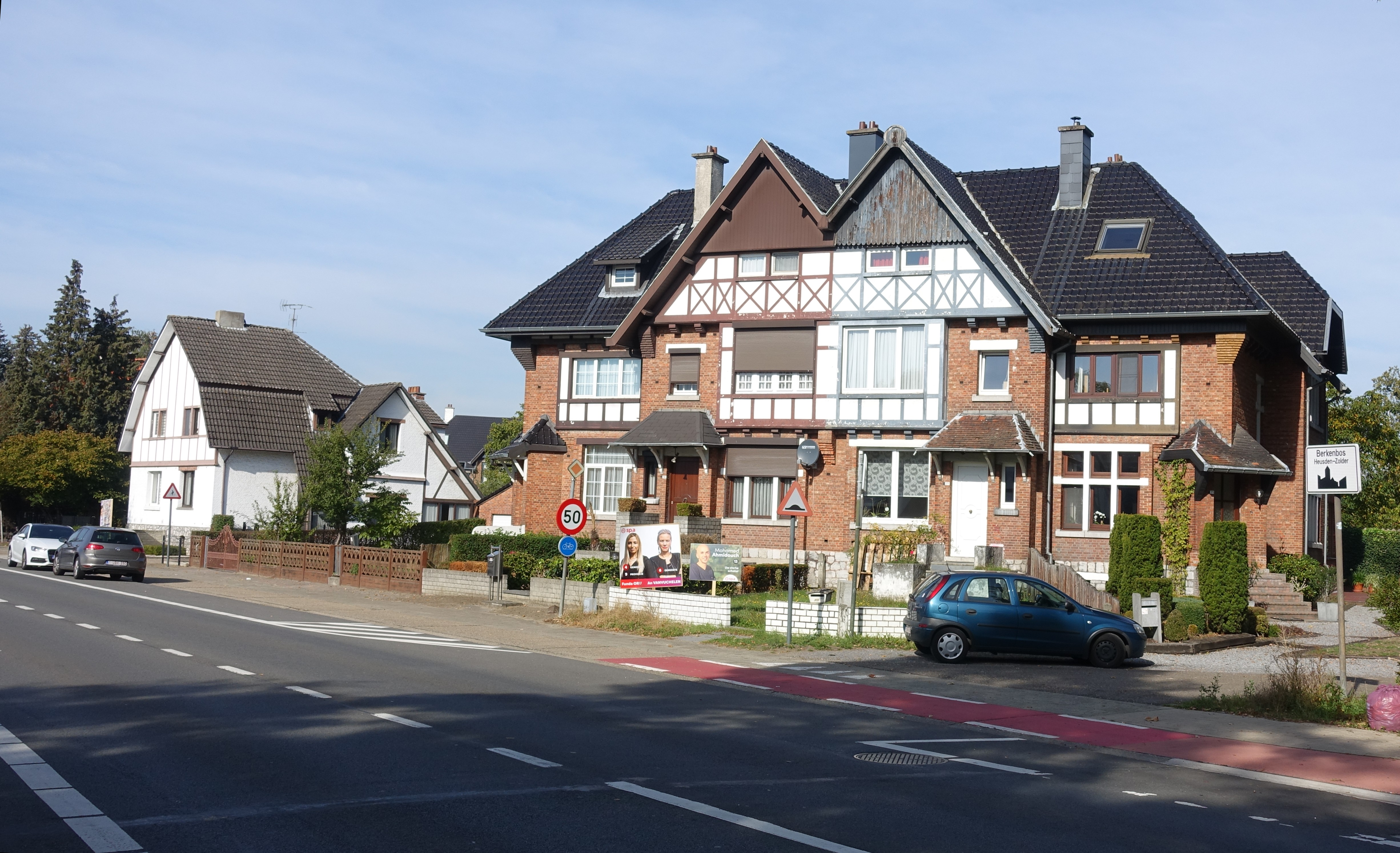
Vierwoonst uit 1913-1916
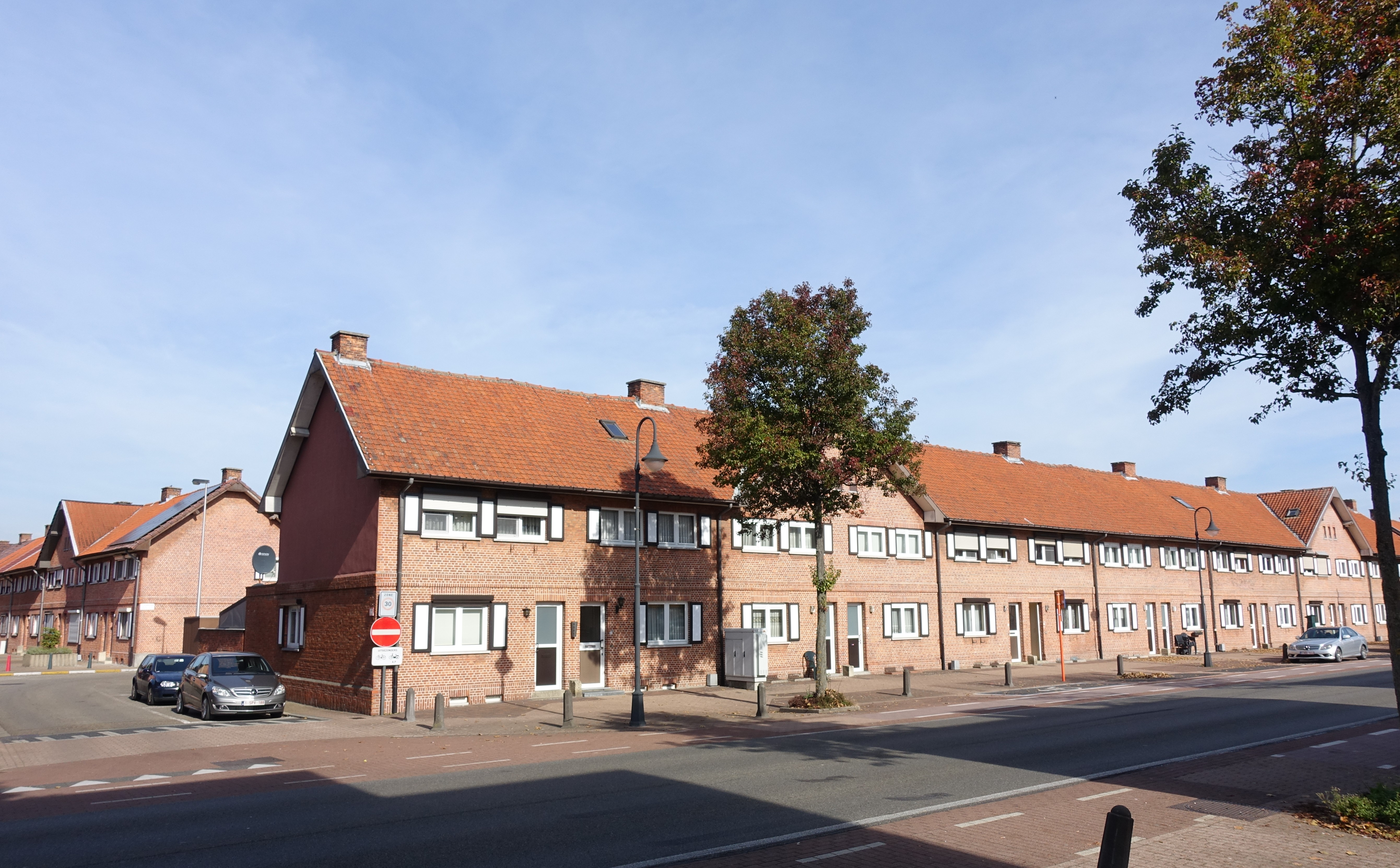
Cité Mommeplas 1929-1931
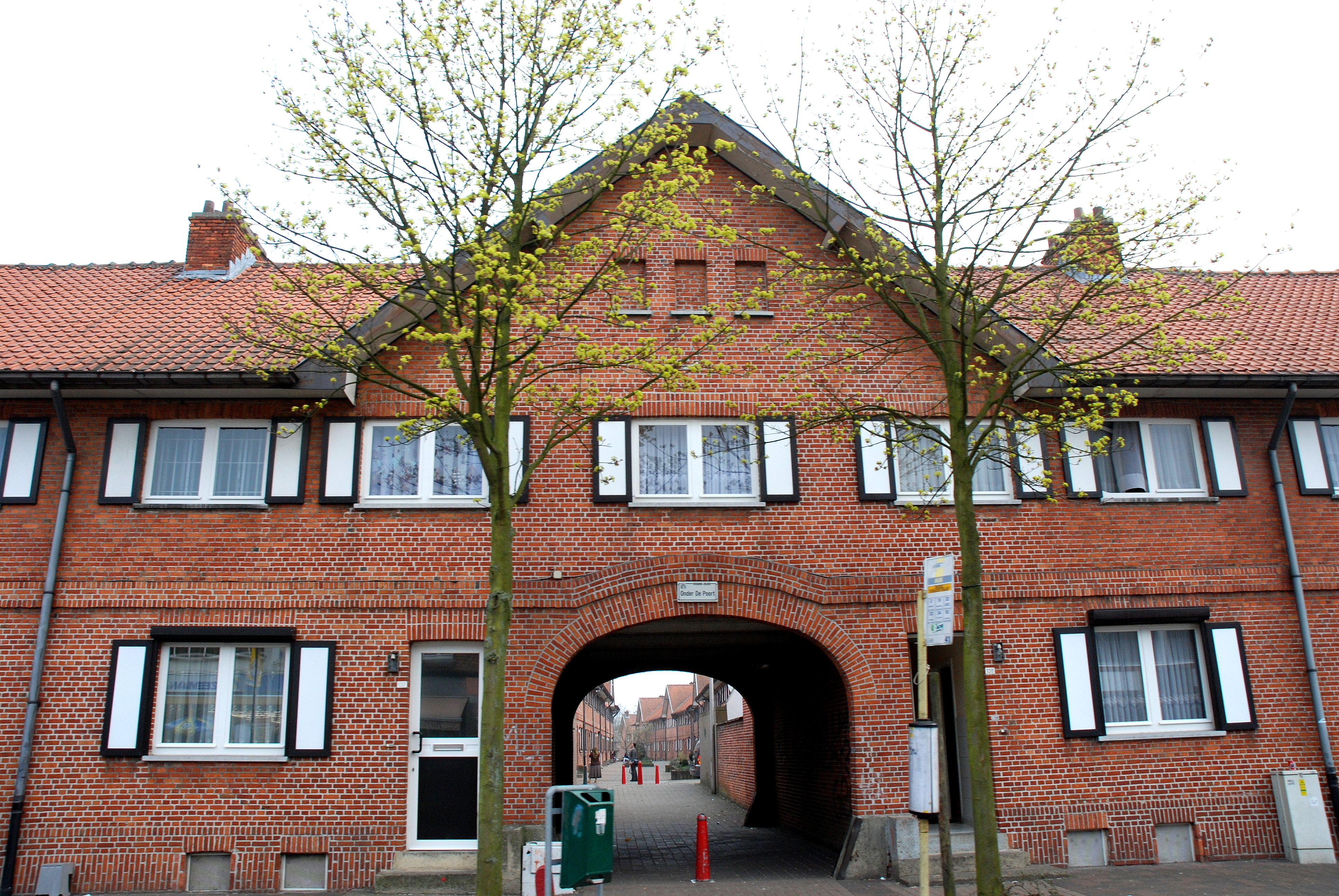
Cité Op 't Einde 1930-1932
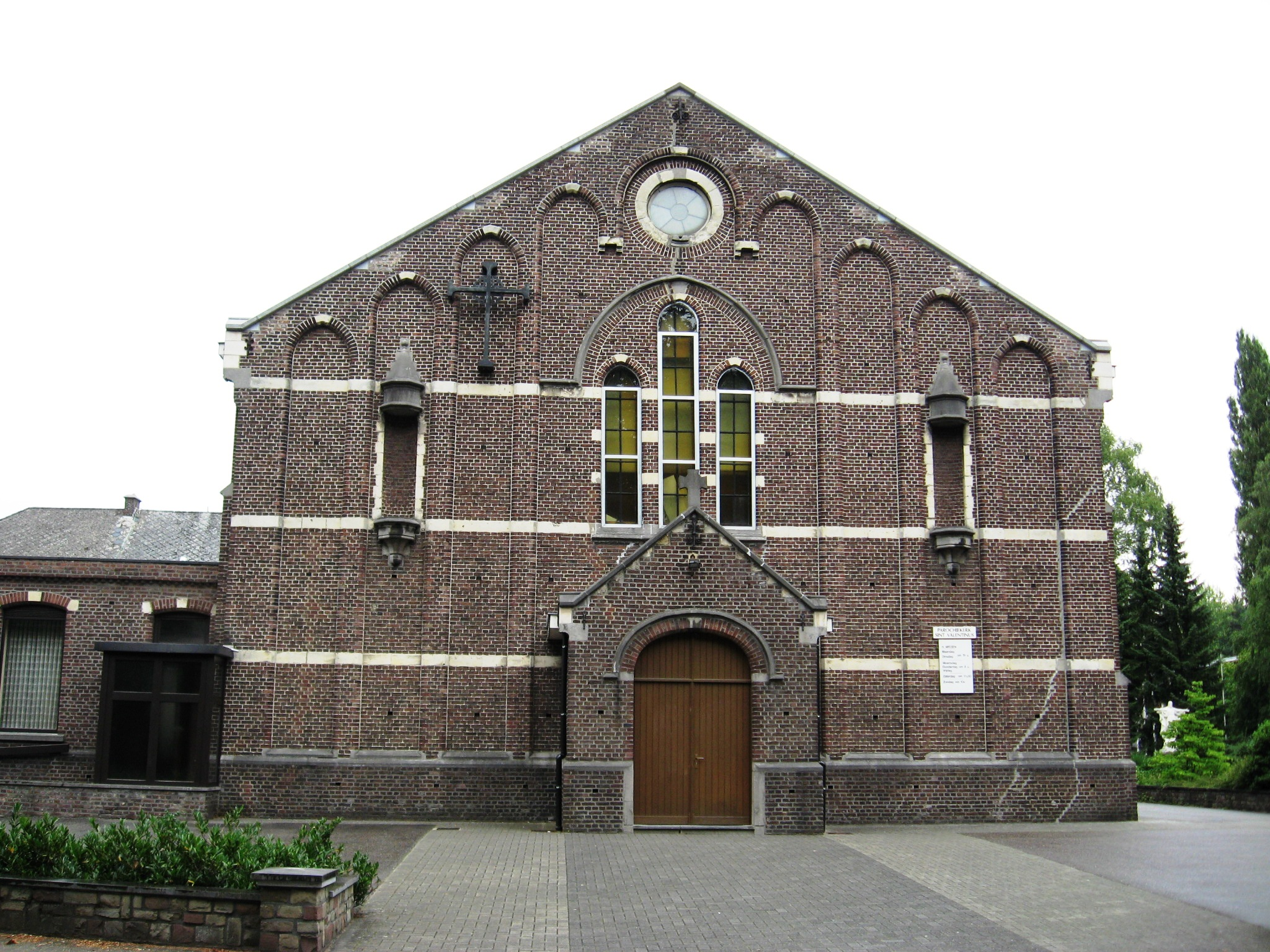
Sint-Valentinuskerk

## Bijzondere gebouwen
- Het Sint-Franciscuscollege heeft naast de kerk van Berkenbos een campus waar de middenschool (eerste graad) en de 2e en 3e graad ASO gevestigd is.
- De Sint-Valentinuskerk werd samen met het Minderbroedersklooster gebouwd. De kerk werd ingewijd in 1924. Pas in 1936 werd de kerk verheven tot parochiekerk en afgesplitst van de Sint-Willibrordususparochie van Heusden.
- Het winkelcentrum 'Cité' is gelegen op grondgebied van Berkenbos.
- Ook in Berkenbos vindt men het karakter van de mijngemeente Heusden-Zolder terug. Er zijn namelijk tal van mijnwerkerswijken - cités genoemd - aanwezig. Berkenbos is daardoor momenteel een van de dichtst bewoonde wijken van Heusden-Zolder. Berkenbos heeft in de gemeente Heusden-Zolder de dichtste bewoning van allochtonen, vooral van Turkse afkomst.
- Moskee
- Sint-Franciscusziekenhuis
- Sporthal Berkenbos

## Internaatsbrand
- Op woensdag 23 januari 1974 woedde een brand in het voormalige Heilig-Hartcollege (huidige Sint-Franciscuscollege), die 23 slachtoffers eiste. Ze wordt nog ieder jaar herdacht.

## Verenigingen
Er zijn een aantal jeugdbewegingen in de wijk:
- SPW Berkenheim
- Chiro Berkenbos
- Jeugdhuis De Put (voorheen Jeugdhuis JAK)
- Migrantenwerking

Verder zijn er nog:
- De Koninklijke Harmonie De Heidegalm
- Volkskunstgroep De Akkermennekes
- KAV
- KWB
- Ziekenzorg CM
- Gezinsbond